# Йодат калію
Йода́т ка́лію, ка́лій йода́т — неорганічна сполука ряду йодатів, що має склад KIO3. За звичайних умов є білими кристалами або порошком. При нагріванні поступово розкладається, проявляє сильні окисні властивості.
Йодат калію широко застосовується як окисник у титриметричному аналізі — йодометрії. Також він використовується як антисептик місцевої дії і харчовий додаток — компонент йодованої солі, що вживається для запобігання йододефіциту, і поліпшувач борошна (E917).

## Фізичні властивості
Йодат калію не має запаху, утворює білі моноклинні кристали або порошок. Помірно розчиняється у воді та розчинах йодиду калію, нерозчинний у спиртах та аміаці.
| 0 °C | 10 °C | 20 °C | 30 °C | 40 °C | 60 °C | 80 °C | 100 °C |
| ---- | ----- | ----- | ----- | ----- | ----- | ----- | ------ |
| 4,60 | 6,27  | 8,08  | 10,3  | 12,6  | 18,3  | 24,8  | 32,3   |

## Отримання
Одним з основних способів добування йодату калію є електроліз водного розчину йодиду калію:
{\displaystyle \mathrm {KI+3H_{2}O{\xrightarrow {electrolysis}}\ KIO_{3}^{(An)}+3H_{2}\uparrow ^{(Kat)}} }
Більшість інших застосовуваних методів також полягає в окисненні:
- високотемпературне окиснення йодиду калію:

{\displaystyle \mathrm {2KI+3O_{2}{\xrightarrow {600^{o}C,\ P}}\ 2KIO_{3}} }
- окиснення йоду хлоратом калію[6]:

{\displaystyle \mathrm {I_{2}+2KClO_{3}\longrightarrow 2KIO_{3}+Cl_{2}} }
- окиснення йодиду калію у розплаві (хлоратом, броматом або перхлоратом). Кінцевий продукт виділяється за допомогою кристалізації з розчину:

{\displaystyle \mathrm {KI+KClO_{3}\longrightarrow KIO_{3}+KCl} }
Також йодат утворюється при розкладанні метаперйодату калію:
{\displaystyle \mathrm {2KIO_{4}{\xrightarrow {290^{o}C}}\ 2KIO_{3}+O_{2}} }
Класичною є реакція розчинення йоду у гарячому розчині гідроксиду калію, але виділення продукту із розчину є вельми складним:
{\displaystyle \mathrm {I_{2}+6KOH{\xrightarrow {t}}\ KIO_{3}+5KI+3H_{2}O} }

## Хімічні властивості
Йодат калію є речовиною помірної стійкості, при нагріванні понад 560 °C він починає плавитися, частково розкладаючись із виділенням кисню:
{\displaystyle \mathrm {2KIO_{3}{\xrightarrow {560-650^{o}C}}\ 2KI+3O_{2}\uparrow } }
Помірно розчиняється у воді, не гідролізується. Із кислих розчинів може виділятися у вигляді кристалів KIO3·HIO3.
Подібно до інших йодатів, у кислому середовищі він є сильним окисником:
{\displaystyle \mathrm {2KIO_{3}+12HCl_{(conc.)}\longrightarrow 2KCl+I_{2}\downarrow +\ 5Cl_{2}+6H_{2}O} }
{\displaystyle \mathrm {KIO_{3}+5KI+3H_{2}SO_{4}\longrightarrow 3I_{2}+3K_{2}SO_{4}+3H_{2}O} }
{\displaystyle \mathrm {KIO_{3}+3H_{2}O_{2}\longrightarrow KI+3O_{2}\uparrow +\ 3H_{2}O} }
У сильнолужних розчинах йодат може окиснюватися:
{\displaystyle \mathrm {KIO_{3}+K_{2}S_{2}O_{8}+2KOH_{(conc.)}\longrightarrow KIO_{4}\downarrow +\ 2K_{2}SO_{4}+H_{2}O} }
Окрім того, окиснення відбувається також при електролізі його підкисленого водного розчину:
{\displaystyle \mathrm {KIO_{3}+H_{2}O{\xrightarrow {electrolysis}}\ KIO_{4}^{(An)}+H_{2}\uparrow ^{(Kat)}} }